# Mieczysław Wiśniewski
Mieczysław Wiśniewski (23 novembre 1892 – 10 ottobre 1952) è stato un calciatore polacco, di ruolo portiere.

## Carriera

### Club
Ha giocato tutta la carriera nel campionato polacco.

### Nazionale
Con la Nazionale ha preso parte alle Olimpiadi del 1924.